# Kastélyosdombó
Kastélyosdombó is een plaats (község) en gemeente in het Hongaarse comitaat Somogy. Kastélyosdombó telt 334 inwoners (2001).